# Burnside (Otago)
Pour les articles homonymes, voir Burnside.
Burnside est une banlieue principalement industrielle de la ville de Dunedin, située dans le sud de l’Île du Sud de la Nouvelle-Zélande.

## Situation
Elle est localisée à l’embouchure d’une longue vallée : la vallée de Kaikorai, à travers laquelle s’écoule le cours d’eau Kaikorai Stream (en).
Cette vallée s’étend vers le nord-est sur 3,5 km.
La banlieue de Burnside est située 5,5 km au sud-ouest du centre de Dunedin, tout près de l’extrémité est de la banlieue beaucoup plus grande de Green Island.
D'autres banlieues se trouvent à proximité, notamment Concord, immédiatement au sud-est, et Kenmure plus haut dans la vallée de Kaikorai.
Burnside est séparée du centre urbain de Dunedin par une grande crête qui entoure le cœur de la ville. Cette crête fait partie du flanc (rim) du cratère du volcan Dunedin éteint depuis longtemps.
La crête est située immédiatement à l’est de Burnside et le principal col qui la traverse, la selle de Lookout Point, se trouve à 0,8 km à l’est.

## Industries majeures

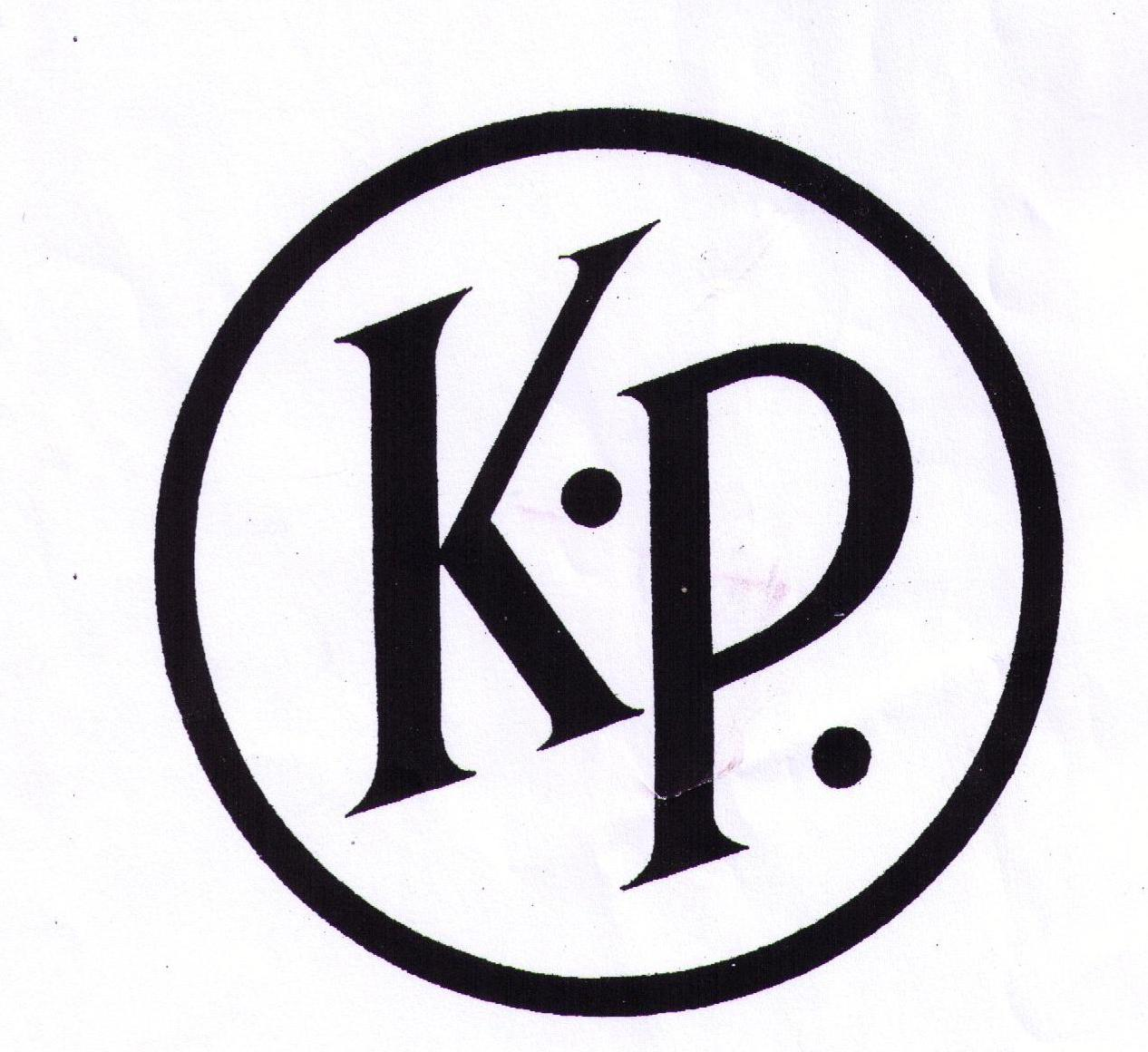
Logo de Kempthorne Prosser.

### La CompagnieKempthorne Prosser & Co's New Zealand Drug Company
L’usine de Burnside Chemical Works de Kempthorne Prosser (en), qui fabrique des engrais à partir d’acide sulfurique, a ouvert en 1880 et fut la première du genre dans la colonie.
Elle a fermé au début des années 1960 et fut vendue à la société Dominion Fertiliser avant d’être démolie.

### La New Zealand Refrigerating Company
Burnside est le site des anciens abattoirs de Burnside et de l’usine de congélation de la New Zealand Refrigerating Company (en), la première installation de cette sorte en Nouvelle-Zélande.
Ce large complexe trouve son origine dans une usine ouverte en 1881 et un abattoir continua à fonctionner jusqu’en mai 2008.
Les plans de 2009 pour transformer ce site de 58 hectares en une « cité industrielle » n'avaient pas encore abouti en 2021.

### Otago Iron Rolling Mills
Préalablement nommée initialement Smellie Brothers' Iron Rolling Mills.
Le métal laminé était fabriqué à partir de ferraille.
Chauffé à blanc avant d’être mis sous un marteau à vapeur, le métal était alors laminé et converti en barres carrées, en cornières, en fers plats et en barres de fer standard et vendus à des grossistes dans tout le pays.

### Autres industries
Il existait une tannerie, une minoterie et plusieurs entreprises de pelleteries.
Une autre ancienne industrie importante dans la région était la cimenterie Burnside, qui a fonctionné jusque dans les années 1980.
Parmi les autres industries du secteur, il y avait aussi un grand nombre de petites usines de fabrication, des grossistes et plusieurs parcs de vente de véhicules, tous localisés dans la partie inférieure de Kaikorai Valley Road.
À l’ouest et au nord-ouest, Burnside est principalement constitué de collines rurales où se trouve l’un des principaux réservoirs de la ville, le Southern Reservoir, peuplé de truites arc-en-ciel.
La situation géographique de Burnside fait qu’elle est desservie par plusieurs grands axes routiers et ferroviaires.
Un grand échangeur autoroutier se trouve à Burnside, avec des bretelles d'accès à l’autoroute sud de Dunedin (en) en direction de Green Island et de la vallée de Kaikorai. Des routes relient l’autoroute et la vallée à Concord et à Corstorphine située sur les collines au sud-ouest de Dunedin.
La ligne de chemin de fer principale du sud de l’île du Sud (en) passe par Burnside (bien qu’il n’y ait plus de gare de voyageurs) et pénètre ensuite dans un tunnel qui passe sous le relief de Lookout Point et émerge dans la ville de Caversham.

## Banlieue de Concord
La petite banlieue résidentielle de Concord est juste au sud-est de la banlieue de Burnside.
Elle était située sur le trajet de la route State Highway 1/S H1 jusqu’à la construction de l'autoroute sud de Dunedin (en) en 1990 ; aujourd'hui, le trafic la contourne du centre de Dunedin.
L’ancienne route principale du sud est maintenant réduite à une étroite chaussée à voie unique qui descend vers Lookout Point et constitue virtuellement une longue sortie de l’autoroute, bien qu’elle soit toujours une artère à deux voies à travers la banlieue de Concord et est utilisée (avec Stevenson Road, dont elle prend le nom au-delà) comme un important lien routier vers la banlieue de Corstorphine et Calton Hill (en).